# Aschrottbrunnen

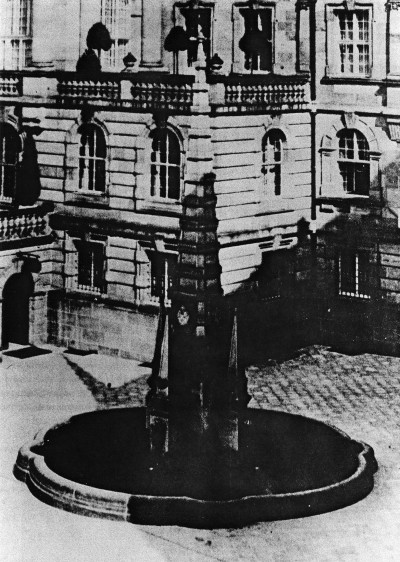
Der Brunnen nach seiner Fertigstellung

Der Aschrottbrunnen ist eine Brunnenanlage in der Kasseler Innenstadt. Der monumentale Brunnen wurde 1908 von dem jüdischen Industriellen Sigmund Aschrott gestiftet und am 9. April 1939 von nationalsozialistischen Aktivisten zerstört. Nach dem Krieg wurde das Brunnenbecken zum Blumenbeet und Springbrunnen umgenutzt. Der Künstler Horst Hoheisel gestaltete 1987 den Brunnen im Auftrag der Stadt in Form einer im Boden versenkte Negativform als Mahnmal neu.

## Der historische Brunnen

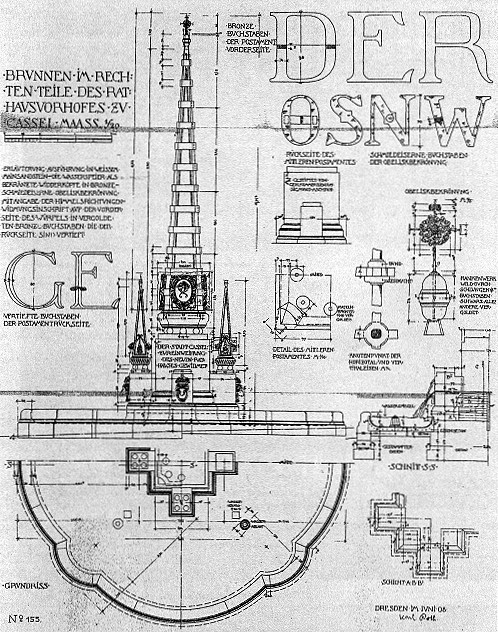
Plan des historischen Brunnens von Karl Roth

### Stiftung Sigmund Aschrotts
In der Zeit von 1905 bis 1909 wurde das neue Kasseler Rathaus erbaut. 1908 stiftete der Industrielle Aschrott einen Brunnen für den Vorhof. Entsprechend der monumentalen Fassade des Rathauses im Neorenaissancestil wurde der Brunnen in der Mitte von einer 12 Meter hohen Sandsteinpyramide gekrönt, die die Formensprache der Renaissance zitierte. Der Brunnen war mit floralen Ornamenten und vier Wasser speienden Widderköpfen verziert. Der Entwurf stammte von Karl Roth, dem Architekten des Rathauses.

### Zerstörung 1939
In der Zeit des Nationalsozialismus wurde der Brunnen als „Judenbrunnen“ diffamiert und schließlich von einer Gruppe aus Kasseler Bürgern am 9. April 1939 zerschlagen. Kurze Zeit später wurde ein Gutachten über die vermeintliche Symbolik des Brunnens durch einen „Talmudforscher“ in Auftrag gegeben. Er glaubte kabbalistische Zahlenmystik und Symbole der Freimaurerei erkennen zu können. Daraufhin wurden die Trümmer abgetragen und das noch erhaltene Brunnenbecken zu einem Blumenbeet umgewandelt. Gegen die Erhaltung des Brunnenbeckens sprach sich der Gauleiter Kurhessens Karl Weinrich aus. Er wollte die Fläche für Paraden und Aufmärsche nutzen, da dies bisher durch die nebenher verlaufenden Straßenbahngleise nicht möglich war. In der Nachkriegszeit verzichtete man auf einen Wiederaufbau und nutzte das Becken als Springbrunnen.

## Das Mahnmal

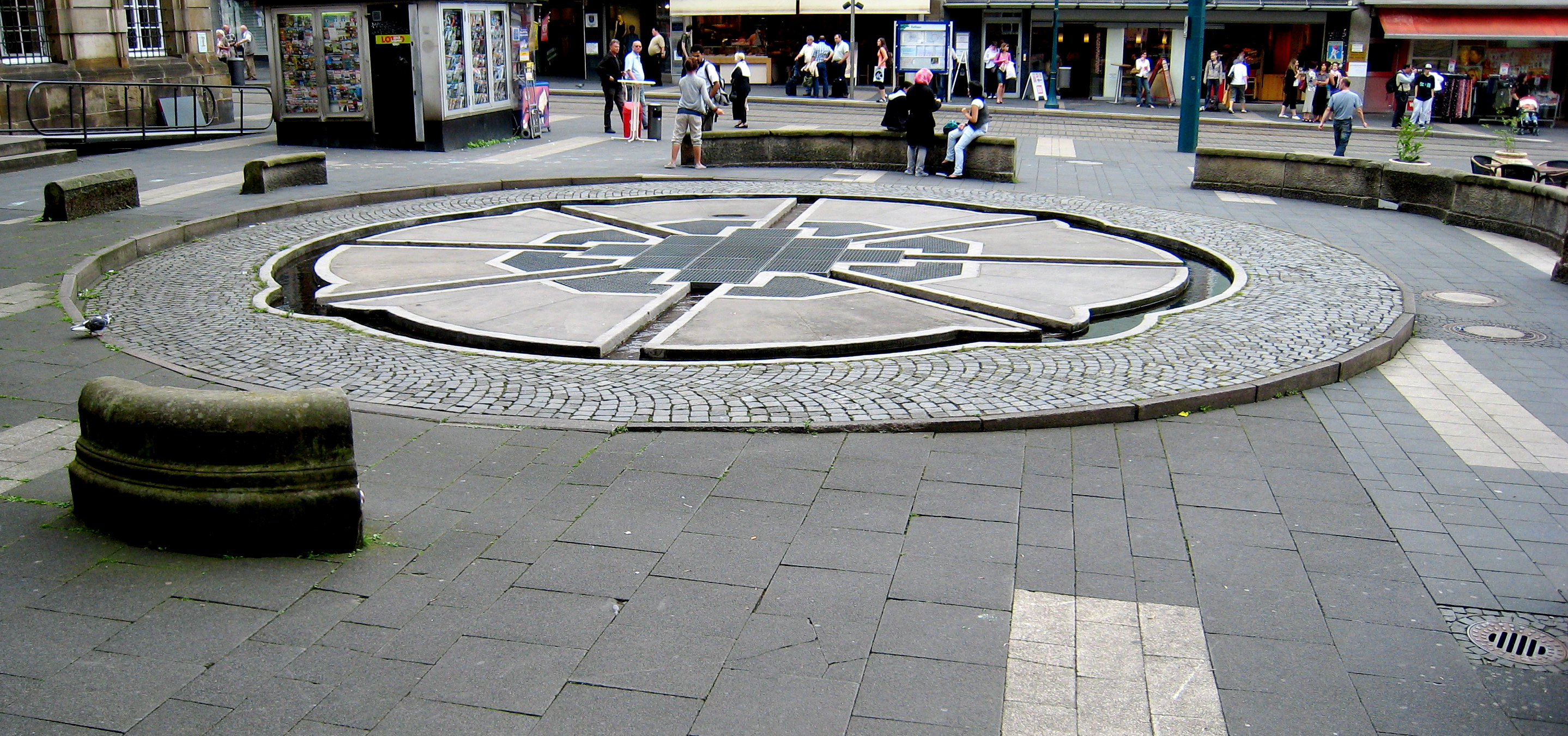
Mahnmal Aschrottbrunnen

Im Oktober 1984 begann eine Diskussion um eine würdige Nutzung beziehungsweise Umgestaltung der verstümmelten Anlage. Basis war ein Ideenwettbewerb des „Vereins zur Rettung historischer Denkmäler in Kassel e.V.“. Der Kasseler Magistrat beschloss 1986 die Neugestaltung der Anlage nach dem Vorschlag Horst Hoheisels. Im Laufe des Jahres 1987 wurde der Entwurf des Kasseler Künstlers Hoheisel verwirklicht. Obwohl die Arbeit während der documenta 8 entstand, ist sie kein offizieller documenta-Beitrag. Die neu geschaffene Anlage wurde am 8. Dezember 1987 eingeweiht. Ein Jahr später wurde noch eine Gedenktafel vor dem Brunnen in den Boden eingelassen.

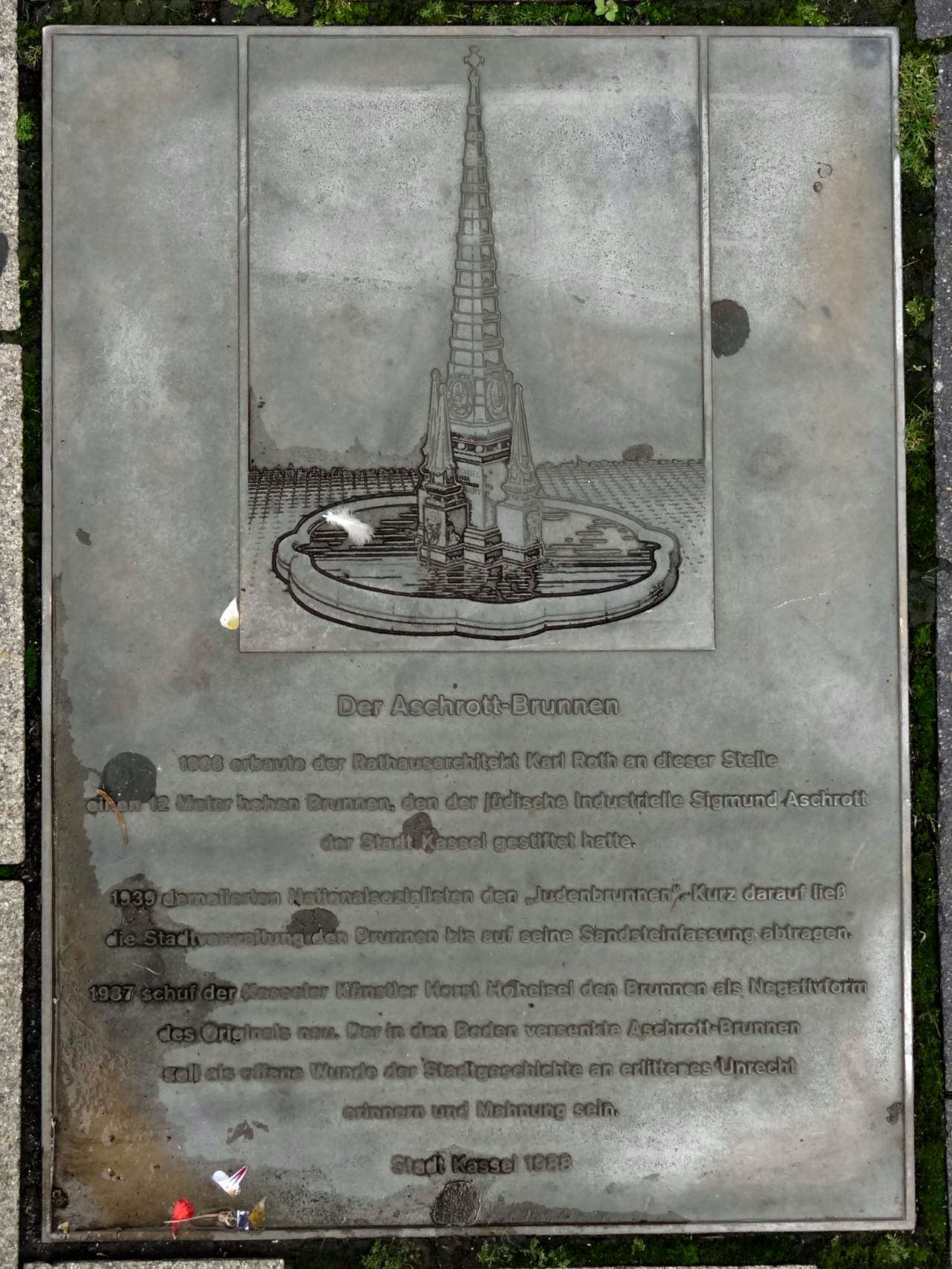
Gedenktafel

Bei dem ausgeführten Entwurf handelt es sich um die in die Erde eingelassene Negativform des ursprünglichen Brunnens. Das Wasser stürzt nun im trichterförmigen Abdruck der Pyramide in die Tiefe. Die zwölf Meter lange Spitze der Pyramide dringt bis in das Grundwasser ein. Die ehemalige Beckenumrandung ist lose um die Anlage gruppiert, die als Mahnmal der Judenverfolgung in Kassel fungiert. Seit 1998 befindet sich ein Modell des Brunnens in der Gedenkstätte Yad Vashem.
Zuerst wurde eine Nachbildung des ehemaligen Brunnens aus Beton gegossen, die anschließend kopfüber in den Boden eingelassen wurde. Die etwa 30 Tonnen schwere Betonskulptur ruht im Untergrund auf einer Grundfläche von nur 12 cm × 12 cm. Der Grundriss des alten Beckens wird von einem umlaufenden Wasserkanal wieder aufgenommen, von dem aus sechs Rinnen in das Zentrum des Brunnens führen. Unter begehbaren Metallgittern stürzt das Wasser in das Innere der Pyramide. Nur wenn man die Anlage betritt, begreift man sie als Brunnen. Horst Hoheisel sagt dazu:
Das eigentliche Denkmal ist der Passant, der darauf steht und darüber nachdenkt, weshalb hier etwas verlorenging.
(zitiert n. Lit.:Zermahlene Geschichte)